# プログレスMS-02
プログレスMS-02（ロシア語: Прогресс МС-02）はロスコスモスが2016年に国際宇宙ステーション（ISS）の補給のために打ち上げた無人宇宙補給機である。
NASAおよびJAXAではプログレス63または63Pとも呼称される。2016年3月31日に打ち上げられた。

## 打ち上げ
プログレスMS-02は2016年3月31日 16:23 UTCにカザフスタンにあるバイコヌール宇宙基地からソユーズ 2.1aロケットで打ち上げられた。

## ドッキング・分離
プログレスMS-02は2016年4月2日 17:58 UTCに国際宇宙ステーションのズヴェズダモジュール機尾側にドッキングした。
補給物資や機材を国際宇宙ステーションに搬入したのち、2016年10月14日 9:37 UTCに分離され、約4時間後に太平洋上で大気圏に突入した。

## 貨物
プログレスMS-02により、第47次長期滞在クルー6名のための補給物資2,425kgが国際宇宙ステーションに運ばれた。内訳は以下の通りである。
- 推進剤：540kg
- 酸素および空気：47kg
- 水：420kg
- スペアパーツ・補給品・実験機材：1,418kg

## 技術
プログレス-MS補給船は従来のプログレス補給船から通信機能および電子機器の改善が図られている。プログレス-MS補給船では、対地同期軌道にあるロシアのデータ中継衛星ルチを介して地上の管制局と通信が行えるようになった。これはプログレス補給船やソユーズ宇宙船で初めてのことである。
その他に、以下のような改善が行われている。
- ドッキング誘導システムがクルスAからディジタル化されたクルスNAに更新され、アンテナも変更された。
- GLONASS を用いた誘導システムによる自律航行が行えるようになった。
- アナログTVシステムからディジタルTVシステムに更新され、補給船とISSの間で無線伝送ができるようになった。
- バックアップのディジタル制御ユニットが更新された。
- 対流星塵シールドが強化された。
- 新しくLED照明が採用された。
- 角速度センサが更新された。
- ドッキングポートにバックアップの電気駆動機構が追加された。